# آیور پالسدوتیر
آیور پالسدوتیر (انگلیسی: Eivør Pálsdóttir؛ زادهٔ ۲۱ ژوئیهٔ ۱۹۸۳) یک موسیقی‌دان اهل جزایر فارو است. وی که به زبان‌های ایسلندی، فارویی و انگلیسی آثاری منتشر کرده‌است، از سال ۱۹۹۹ میلادی تاکنون مشغول فعالیت بوده‌است.